# Leon Goretzka
Leon Christoph Goretzka (Bochum, 6 febbraio 1995) è un calciatore tedesco, centrocampista del Bayern Monaco e la nazionale tedesca.

## Biografia
Goretzka nasce a Bochum da una famiglia di origini polacche. Il padre era un dipendente della Opel.

## Caratteristiche tecniche
Considerato uno dei migliori centrocampisti della sua generazione, Goretzka gioca prevalentemente nel ruolo di centrocampista centrale, ma è anche in grado di agire da trequartista e da esterno di centrocampo. È dotato di una buona tecnica e di una possente fisicità che gli permette di essere una certezza sia in fase difensiva che in fase offensiva.

## Carriera

### Club

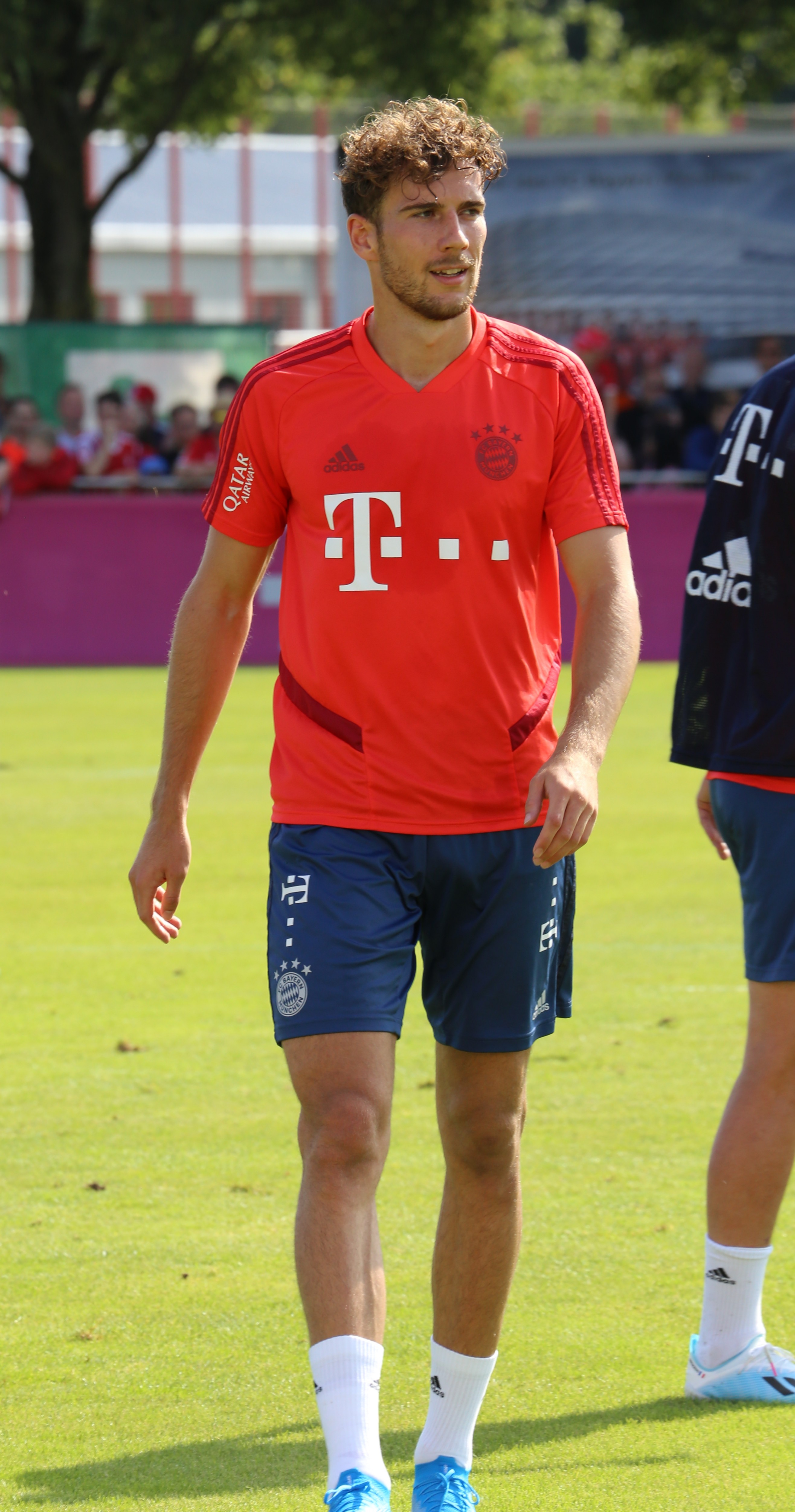
Goretzka con il nel 2019.

Dopo aver mosso i primi passi nel Werner SV 06 Bochum, nel 2001 entra nel settore giovanile del Bochum. Debutta in prima squadra il 4 agosto 2012 nella gara di 2. Bundesliga, la seconda serie tedesca, contro la Dinamo Dresda. Nello stesso anno viene premiato come miglior giocatore Under-17 tedesco durante la consegna della Fritz-Walter-Medaille.
Nell'estate del 2013 viene ingaggiato dallo Schalke 04, squadra con cui firma un contratto di durata quinquennale. In cinque stagioni colleziona 147 presenze e 19 reti tra tutte le competizioni.
Il 19 gennaio 2018, in scadenza di contratto, si accorda con il Bayern Monaco, firmando un quadriennale valido dal 1º luglio. Segna il primo gol con la maglia del Bayern Monaco il 1º settembre 2018 nella vittoria contro lo Stoccarda in Bundesliga per 3-0. Nella prima stagione contribuisce alla vittoria del campionato tedesco e della Coppa di Germania, oltre alla Supercoppa di Germania. Nella seconda stagione completa addirittura il treble, vincendo il campionato, la Coppa di Germania e la Champions League, quest'ultima battendo in finale per 1-0 il Paris Saint-Germain.

### Nazionale
Goretzka ha fatto parte delle nazionali giovanili tedesche Under-16, Under-17, Under-19 e Under-21. Debutta con la nazionale maggiore il 13 maggio 2014 ad Amburgo, dove viene schierato dal primo minuto di gioco nella sfida amichevole contro la Polonia, terminata col punteggio di 0-0. Partecipa al torneo olimpico di calcio di Rio de Janeiro 2016, dove ottiene la medaglia d'argento in virtù del secondo posto finale.
Nel giugno 2017 riceve la convocazione da parte del commissario tecnico tedesco Joachim Löw per disputare la Confederations Cup in Russia. In quest'ultimo torneo, concluso con la vittoria da parte dei tedeschi, si laurea capocannoniere, insieme ai connazionali Lars Stindl e Timo Werner, con tre gol: Goretzka segna una rete contro l'Australia nella fase a gruppi il 19 giugno e una doppietta, la sua prima con la nazionale, nella semifinale giocata contro il Messico il 29 giugno.
Viene convocato per la fase finale della UEFA Nations League 2025 che si svolge in Germania.

## Statistiche

### Presenze e reti nei club
Statistiche aggiornate al 28 febbraio 2025.
| Stagione             | Squadra              | Campionato           | Campionato | Campionato | Coppe nazionali | Coppe nazionali | Coppe nazionali | Coppe continentali | Coppe continentali | Coppe continentali | Altre coppe | Altre coppe | Altre coppe | Totale | Totale |
| Stagione             | Squadra              | Comp                 | Pres       | Reti       | Comp            | Pres            | Reti            | Comp               | Pres               | Reti               | Comp        | Pres        | Reti        | Pres   | Reti   |
| -------------------- | -------------------- | -------------------- | ---------- | ---------- | --------------- | --------------- | --------------- | ------------------ | ------------------ | ------------------ | ----------- | ----------- | ----------- | ------ | ------ |
| 2012-2013            | Bochum               | 2.BL                 | 32         | 4          | CG              | 4               | 0               | -                  | -                  | -                  | -           | -           | -           | 36     | 4      |
| feb. 2015            | Schalke 04 II        | RL                   | 1          | 0          | -               | -               | -               | -                  | -                  | -                  | -           | -           | -           | 1      | 0      |
| 2013-2014            | Schalke 04           | BL                   | 25         | 4          | CG              | 2               | 1               | UCL                | 5                  | 0                  | -           | -           | -           | 32     | 5      |
| 2014-2015            | Schalke 04           | BL                   | 10         | 0          | CG              | 0               | 0               | UCL                | 1                  | 0                  | -           | -           | -           | 11     | 0      |
| 2015-2016            | Schalke 04           | BL                   | 25         | 1          | CG              | 2               | 1               | UEL                | 7                  | 0                  | -           | -           | -           | 34     | 2      |
| 2016-2017            | Schalke 04           | BL                   | 30         | 5          | CG              | 2               | 0               | UEL                | 9                  | 3                  | -           | -           | -           | 41     | 8      |
| 2017-2018            | Schalke 04           | BL                   | 26         | 4          | CG              | 3               | 0               | -                  | -                  | -                  | -           | -           | -           | 29     | 4      |
| Totale Schalke 04    | Totale Schalke 04    | Totale Schalke 04    | 116        | 14         |                 | 9               | 2               |                    | 22                 | 3                  |             | -           | -           | 147    | 19     |
| 2018-2019            | Bayern Monaco        | BL                   | 30         | 8          | CG              | 5               | 1               | UCL                | 6                  | 0                  | SG          | 1           | 0           | 42     | 9      |
| 2019-2020            | Bayern Monaco        | BL                   | 24         | 6          | CG              | 5               | 1               | UCL                | 8                  | 1                  | SG          | 1           | 0           | 38     | 8      |
| 2020-2021            | Bayern Monaco        | BL                   | 24         | 5          | CG              | 0               | 0               | UCL                | 7                  | 2                  | SG+SU+CmC   | 0+1+0       | 0+1+0       | 32     | 8      |
| 2021-2022            | Bayern Monaco        | BL                   | 19         | 3          | CG              | 1               | 0               | UCL                | 6                  | 0                  | SG          | 1           | 0           | 27     | 3      |
| 2022-2023            | Bayern Monaco        | BL                   | 27         | 3          | CG              | 4               | 1               | UCL                | 9                  | 2                  | SG          | 0           | 0           | 40     | 6      |
| 2023-2024            | Bayern Monaco        | BL                   | 30         | 6          | CG              | 1               | 0               | UCL                | 10                 | 0                  | SG          | 1           | 0           | 42     | 6      |
| 2024-2025            | Bayern Monaco        | BL                   | 18         | 4          | CG              | 2               | 0               | UCL                | 8                  | 1                  | Cmc         | 1           | 1           | 29     | 6      |
| Totale Bayern Monaco | Totale Bayern Monaco | Totale Bayern Monaco | 172        | 35         |                 | 18              | 3               |                    | 54                 | 6                  |             | 6           | 2           | 250    | 46     |
| Totale carriera      | Totale carriera      | Totale carriera      | 321        | 53         |                 | 31              | 5               |                    | 76                 | 9                  |             | 6           | 2           | 434    | 70     |

### Cronologia presenze e reti in nazionale
| Cronologia completa delle presenze e delle reti in nazionale ― Germania | Cronologia completa delle presenze e delle reti in nazionale ― Germania | Cronologia completa delle presenze e delle reti in nazionale ― Germania | Cronologia completa delle presenze e delle reti in nazionale ― Germania | Cronologia completa delle presenze e delle reti in nazionale ― Germania | Cronologia completa delle presenze e delle reti in nazionale ― Germania | Cronologia completa delle presenze e delle reti in nazionale ― Germania | Cronologia completa delle presenze e delle reti in nazionale ― Germania |
| Data                                                                    | Città                                                                   | In casa                                                                 | Risultato                                                               | Ospiti                                                                  | Competizione                                                            | Reti                                                                    | Note                                                                    |
| ----------------------------------------------------------------------- | ----------------------------------------------------------------------- | ----------------------------------------------------------------------- | ----------------------------------------------------------------------- | ----------------------------------------------------------------------- | ----------------------------------------------------------------------- | ----------------------------------------------------------------------- | ----------------------------------------------------------------------- |
| 13-5-2014                                                               | Amburgo                                                                 | Germania                                                                | 0 – 0                                                                   | Polonia                                                                 | Amichevole                                                              | -                                                                       | 46’                                                                     |
| 11-11-2016                                                              | Serravalle                                                              | San Marino                                                              | 0 – 8                                                                   | Germania                                                                | Qual. Mondiali 2018                                                     | -                                                                       | 77’                                                                     |
| 15-11-2016                                                              | Milano                                                                  | Italia                                                                  | 0 – 0                                                                   | Germania                                                                | Amichevole                                                              | -                                                                       | 60’                                                                     |
| 6-6-2017                                                                | Brøndby                                                                 | Danimarca                                                               | 1 – 1                                                                   | Germania                                                                | Amichevole                                                              | -                                                                       | 77’                                                                     |
| 10-6-2017                                                               | Norimberga                                                              | Germania                                                                | 7 – 0                                                                   | San Marino                                                              | Qual. Mondiali 2018                                                     | -                                                                       |                                                                         |
| 19-6-2017                                                               | Soči                                                                    | Australia                                                               | 2 – 3                                                                   | Germania                                                                | Conf. Cup 2017 - 1º turno                                               | 1                                                                       | 55’                                                                     |
| 22-6-2017                                                               | Kazan'                                                                  | Germania                                                                | 1 – 1                                                                   | Cile                                                                    | Conf. Cup 2017 - 1º turno                                               | -                                                                       |                                                                         |
| 29-6-2017                                                               | Soči                                                                    | Germania                                                                | 4 – 1                                                                   | Messico                                                                 | Conf. Cup 2017 - Semifinale                                             | 2                                                                       | 67’                                                                     |
| 2-7-2017                                                                | San Pietroburgo                                                         | Cile                                                                    | 0 – 1                                                                   | Germania                                                                | Conf. Cup 2017 - Finale                                                 | -                                                                       | 90+2’                                                                   |
| 4-9-2017                                                                | Stoccarda                                                               | Germania                                                                | 6 – 0                                                                   | Norvegia                                                                | Qual. Mondiali 2018                                                     | 1                                                                       | 46’                                                                     |
| 5-10-2017                                                               | Belfast                                                                 | Irlanda del Nord                                                        | 1 – 3                                                                   | Germania                                                                | Qual. Mondiali 2018                                                     | -                                                                       | 66’                                                                     |
| 8-10-2017                                                               | Kaiserslautern                                                          | Germania                                                                | 5 – 1                                                                   | Azerbaigian                                                             | Qual. Mondiali 2018                                                     | 2                                                                       |                                                                         |
| 23-3-2018                                                               | Düsseldorf                                                              | Germania                                                                | 1 – 1                                                                   | Spagna                                                                  | Amichevole                                                              | -                                                                       | 80’                                                                     |
| 27-3-2018                                                               | Berlino                                                                 | Germania                                                                | 0 – 1                                                                   | Brasile                                                                 | Amichevole                                                              | -                                                                       | 61’                                                                     |
| 2-6-2018                                                                | Klagenfurt                                                              | Austria                                                                 | 2 – 1                                                                   | Germania                                                                | Amichevole                                                              | -                                                                       | 57’                                                                     |
| 27-6-2018                                                               | Kazan'                                                                  | Corea del Sud                                                           | 2 – 0                                                                   | Germania                                                                | Mondiali 2018 - 1º turno                                                | -                                                                       | 63’                                                                     |
| 6-9-2018                                                                | Monaco di Baviera                                                       | Germania                                                                | 0 – 0                                                                   | Francia                                                                 | UEFA Nations League 2018-2019 - 1º turno                                | -                                                                       | 66’                                                                     |
| 15-11-2018                                                              | Lipsia                                                                  | Germania                                                                | 3 – 0                                                                   | Russia                                                                  | Amichevole                                                              | -                                                                       | 78’                                                                     |
| 19-11-2018                                                              | Gelsenkirchen                                                           | Germania                                                                | 2 – 2                                                                   | Paesi Bassi                                                             | UEFA Nations League 2018-2019 - 1º turno                                | -                                                                       | 80’                                                                     |
| 20-3-2019                                                               | Wolfsburg                                                               | Germania                                                                | 1 – 1                                                                   | Serbia                                                                  | Amichevole                                                              | 1                                                                       | 56’                                                                     |
| 24-3-2019                                                               | Amsterdam                                                               | Paesi Bassi                                                             | 2 – 3                                                                   | Germania                                                                | Qual. Euro 2020                                                         | -                                                                       | 70’                                                                     |
| 8-6-2019                                                                | Barysaŭ                                                                 | Bielorussia                                                             | 0 – 2                                                                   | Germania                                                                | Qual. Euro 2020                                                         | -                                                                       | 81’                                                                     |
| 11-6-2019                                                               | Magonza                                                                 | Germania                                                                | 8 – 0                                                                   | Estonia                                                                 | Qual. Euro 2020                                                         | 1                                                                       |                                                                         |
| 16-11-2019                                                              | Mönchengladbach                                                         | Germania                                                                | 4 – 0                                                                   | Bielorussia                                                             | Qual. Euro 2020                                                         | 1                                                                       |                                                                         |
| 19-11-2019                                                              | Francoforte sul Meno                                                    | Germania                                                                | 6 – 1                                                                   | Irlanda del Nord                                                        | Qual. Euro 2020                                                         | 2                                                                       | 73’                                                                     |
| 10-10-2020                                                              | Kiev                                                                    | Ucraina                                                                 | 1 – 2                                                                   | Germania                                                                | UEFA Nations League 2020-2021 - 1º turno                                | 1                                                                       |                                                                         |
| 13-10-2020                                                              | Colonia                                                                 | Germania                                                                | 3 – 3                                                                   | Svizzera                                                                | UEFA Nations League 2020-2021 - 1º turno                                | -                                                                       |                                                                         |
| 14-11-2020                                                              | Lipsia                                                                  | Germania                                                                | 3 – 1                                                                   | Ucraina                                                                 | UEFA Nations League 2020-2021 - 1º turno                                | -                                                                       |                                                                         |
| 17-11-2020                                                              | Siviglia                                                                | Spagna                                                                  | 6 – 0                                                                   | Germania                                                                | UEFA Nations League 2020-2021 - 1º turno                                | -                                                                       | 61’                                                                     |
| 25-3-2021                                                               | Duisburg                                                                | Germania                                                                | 3 – 0                                                                   | Islanda                                                                 | Qual. Mondiali 2022                                                     | 1                                                                       | 71’                                                                     |
| 28-3-2021                                                               | Bucarest                                                                | Romania                                                                 | 0 – 1                                                                   | Germania                                                                | Qual. Mondiali 2022                                                     | -                                                                       |                                                                         |
| 31-3-2021                                                               | Duisburg                                                                | Germania                                                                | 1 – 2                                                                   | Macedonia del Nord                                                      | Qual. Mondiali 2022                                                     | -                                                                       |                                                                         |
| 19-6-2021                                                               | Monaco di Baviera                                                       | Portogallo                                                              | 2 – 4                                                                   | Germania                                                                | Euro 2020 - 1º turno                                                    | -                                                                       | 73’                                                                     |
| 23-6-2021                                                               | Monaco di Baviera                                                       | Germania                                                                | 2 – 2                                                                   | Ungheria                                                                | Euro 2020 - 1º turno                                                    | 1                                                                       | 58’                                                                     |
| 29-6-2021                                                               | Londra                                                                  | Inghilterra                                                             | 2 – 0                                                                   | Germania                                                                | Euro 2020 - Ottavi di finale                                            | -                                                                       |                                                                         |
| 2-9-2021                                                                | San Gallo                                                               | Liechtenstein                                                           | 0 – 2                                                                   | Germania                                                                | Qual. Mondiali 2022                                                     | -                                                                       | 73’                                                                     |
| 5-9-2021                                                                | Stoccarda                                                               | Germania                                                                | 6 – 0                                                                   | Armenia                                                                 | Qual. Mondiali 2022                                                     | -                                                                       |                                                                         |
| 8-9-2021                                                                | Reykjavík                                                               | Islanda                                                                 | 0 – 4                                                                   | Germania                                                                | Qual. Mondiali 2022                                                     | -                                                                       | 80’                                                                     |
| 8-10-2021                                                               | Amburgo                                                                 | Germania                                                                | 2 – 1                                                                   | Romania                                                                 | Qual. Mondiali 2022                                                     | -                                                                       |                                                                         |
| 11-10-2021                                                              | Skopje                                                                  | Macedonia del Nord                                                      | 0 – 4                                                                   | Germania                                                                | Qual. Mondiali 2022                                                     | -                                                                       | 61’                                                                     |
| 11-11-2021                                                              | Wolfsburg                                                               | Germania                                                                | 9 – 0                                                                   | Liechtenstein                                                           | Qual. Mondiali 2022                                                     | -                                                                       | 46’                                                                     |
| 4-6-2022                                                                | Bologna                                                                 | Italia                                                                  | 1 – 1                                                                   | Germania                                                                | UEFA Nations League 2022-2023 - 1º turno                                | -                                                                       | 69’                                                                     |
| 7-6-2022                                                                | Monaco di Baviera                                                       | Germania                                                                | 1 – 1                                                                   | Inghilterra                                                             | UEFA Nations League 2022-2023 - 1º turno                                | -                                                                       | 75’                                                                     |
| 11-6-2022                                                               | Budapest                                                                | Ungheria                                                                | 1 – 1                                                                   | Germania                                                                | UEFA Nations League 2022-2023 - 1º turno                                | -                                                                       | 69’                                                                     |
| 16-11-2022                                                              | Mascate                                                                 | Oman                                                                    | 0 – 1                                                                   | Germania                                                                | Amichevole                                                              | -                                                                       | 46’                                                                     |
| 23-11-2022                                                              | Al Rayyan                                                               | Germania                                                                | 1 – 2                                                                   | Giappone                                                                | Mondiali 2022 - 1º turno                                                | -                                                                       | 67’                                                                     |
| 27-11-2022                                                              | Al Khor                                                                 | Spagna                                                                  | 1 – 1                                                                   | Germania                                                                | Mondiali 2022 - 1º turno                                                | -                                                                       | 58’                                                                     |
| 1-12-2022                                                               | Al Khor                                                                 | Costa Rica                                                              | 2 – 4                                                                   | Germania                                                                | Mondiali 2022 - 1º turno                                                | -                                                                       | 46’                                                                     |
| 25-3-2023                                                               | Magonza                                                                 | Germania                                                                | 2 – 0                                                                   | Perù                                                                    | Amichevole                                                              | -                                                                       | 46’                                                                     |
| 28-3-2023                                                               | Colonia                                                                 | Germania                                                                | 2 – 3                                                                   | Belgio                                                                  | Amichevole                                                              | -                                                                       | 32’                                                                     |
| 12-6-2023                                                               | Brema                                                                   | Germania                                                                | 3 – 3                                                                   | Ucraina                                                                 | Amichevole                                                              | -                                                                       | 62’                                                                     |
| 16-6-2023                                                               | Varsavia                                                                | Polonia                                                                 | 1 – 0                                                                   | Germania                                                                | Amichevole                                                              | -                                                                       | 80’                                                                     |
| 20-6-2023                                                               | Gelsenkirchen                                                           | Germania                                                                | 0 – 2                                                                   | Colombia                                                                | Amichevole                                                              | -                                                                       |                                                                         |
| 14-10-2023                                                              | East Hartford                                                           | Stati Uniti                                                             | 1 – 3                                                                   | Germania                                                                | Amichevole                                                              | -                                                                       | 71’                                                                     |
| 17-10-2023                                                              | Filadelfia                                                              | Messico                                                                 | 2 – 2                                                                   | Germania                                                                | Amichevole                                                              | -                                                                       | 46’                                                                     |
| 18-11-2023                                                              | Berlino                                                                 | Germania                                                                | 2 – 3                                                                   | Turchia                                                                 | Amichevole                                                              | -                                                                       | 71’                                                                     |
| 21-11-2023                                                              | Vienna                                                                  | Austria                                                                 | 2 – 0                                                                   | Germania                                                                | Amichevole                                                              | -                                                                       | 61’                                                                     |
| 20-3-2025                                                               | Milano                                                                  | Italia                                                                  | 1 – 2                                                                   | Germania                                                                | UEFA Nations League 2024-2025 - Quarti di finale                        | 1                                                                       |                                                                         |
| 23-3-2025                                                               | Dortmund                                                                | Germania                                                                | 3 – 3                                                                   | Italia                                                                  | UEFA Nations League 2024-2025 - Quarti di finale                        | -                                                                       | 63’                                                                     |
| 4-6-2025                                                                | Monaco di Baviera                                                       | Germania                                                                | 1 – 2                                                                   | Portogallo                                                              | UEFA Nations League 2024-2025 - Semifinale                              | -                                                                       |                                                                         |
| 8-6-2025                                                                | Stoccarda                                                               | Germania                                                                | 0 – 2                                                                   | Francia                                                                 | UEFA Nations League 2024-2025 - Finale 3º posto                         | -                                                                       | 65’                                                                     |
| Totale                                                                  |                                                                         | Presenze                                                                | 61                                                                      |                                                                         | Reti                                                                    | 15                                                                      |                                                                         |

## Palmarès

### Club

#### Competizioni nazionali
- Supercoppa di Germania: 5

Bayern Monaco: 2018, 2020, 2021, 2022, 2025
- Campionato tedesco: 6

Bayern Monaco: 2018-2019, 2019-2020, 2020-2021, 2021-2022, 2022-2023, 2024-2025
- Coppa di Germania: 2

Bayern Monaco: 2018-2019, 2019-2020

#### Competizioni internazionali
- UEFA Champions League: 1

Bayern Monaco: 2019-2020
- Supercoppa UEFA: 1

Bayern Monaco: 2020
- Coppa del mondo per club: 1

Bayern Monaco: 2020

### Nazionale
- Argento olimpico: 1

Rio de Janeiro 2016
- Confederations Cup: 1

Russia 2017

### Individuale
- Fritz-Walter-Medaille: 1

Miglior Under-17: 2012
- Capocannoniere della Confederations Cup: 1

2017 (3 gol, a pari merito con Lars Stindl e Timo Werner)
- Squadra della stagione della UEFA Champions League: 1

2019-2020